# Angels of the apocalypse
Angels of the apocalypse is zesde studioalbum van Mastermind. De muziekgroep uit New Jersey was ten opzichte van vorige album Excelsior! opnieuw uitgebreid. De eerste albums van de band uit New Jersey had te lijden onder de zwakke zangkwaliteiten van Bill Berends. Daar kon bij dit album geen sprake van zijn; er kwam een mezzosopraan in de hoedanigheid van Lisa Bouchelle. Het album kwam tot stand in de Lakeside geluidsstudio.

## Musici
- Bill Berends – gitaar, gitaarsynthesizer, basgitaar, zang
- Rich Berends – slagwerk, percussie
- Jens Johansson – toetsinstrumenten
- Lisa Bouchelle – zang

Met
- Bob Eckman – basgitaar (tracks 1, 7)
- Hollis Brown – elektrische viool (tracks 2, 5)
- John Paoline – stem (tracks 1, 8)

## Muziek
Allen van Bill Berends, behalve waar aangegeven.

| Nr. | Titel                                                                             | Duur  |
| --- | --------------------------------------------------------------------------------- | ----- |
| 1.  | The end of the world                                                              | 10:35 |
| 2.  | Perchance to dream                                                                | 6:10  |
| 3.  | 2000 Years                                                                        | 6;16  |
| 4.  | This lover’s heart                                                                | 6:00  |
| 5.  | The queen of Sheba                                                                | 6;26  |
| 6.  | With dignity and grace                                                            | 3:35  |
| 7.  | A million miles away                                                              | 6:30  |
| 8.  | A beast of Babylon                                                                | 5:30  |
| 9.  | The endless enigma (I+II) (Keith Emerson en Greg Lake van Emerson, Lake & Palmer) | 12:38 |
| 10. | Only in my dreams                                                                 | 6:03  |